# Manhunter
Manhunter er en film udgivet 15. august 1986, der omhandler den kannibalistiske seriemorder, dr. Hannibal Lecter (aka. Hannibal the Cannibal) spillet af Brian Cox. Desuden medvirker William L. Petersen som Will Graham, der anholder dr. Lector.
Det er den første film, der blev udgivet i serien, og er senere blevet genindspillet som Den Røde Drage (Red Dragon) i 2001 med Anthony Hopkins i hovedrollen. 

## Medvirkende
- William L. Petersen som FBI Agent Will Graham
- Kim Greist som Molly Graham
- Joan Allen som Reba
- Brian Cox som Dr. Hannibal "The Cannibal" Lecter
- Dennis Farina som Jack Crawford
- Stephen Lang som Freddie Lounds
- Tom Noonan som Francis Dollarhyde
- David Seaman som Kevin Graham
- Benjamin Hendrickson som Dr. Chilton
- Michael Talbott som Geehan

## Eksterne Henvisninger
- Manhunter på Internet Movie Database (engelsk)
- Manhunter på Filmdatabasen
- Manhunter på Scope
- Manhunter i Svensk Filmdatabas (svensk)
- Manhunter på AlloCiné (fransk)
- Manhunter på MovieMeter (nederlandsk)
- Manhunter på AllMovie (engelsk)
- Manhunters profil hos Encyclopædia Britannica Online (engelsk)
- Manhunter på Turner Classic Movies (engelsk)
- Manhunter på The Movie Database (engelsk)